# Welling Station (Alberta)
Welling Station est un hameau (hamlet) du comté de Cardston, situé dans la province canadienne d'Alberta.